# Run-D.M.C.

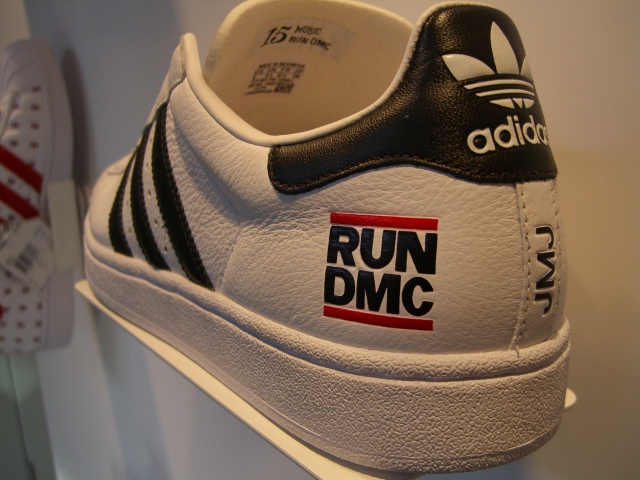
De Run-D.M.C.-schoen van Adidas.

Run-D.M.C. was een Amerikaans hiphoptrio opgericht door dj Jam Master Jay (Jason Mizell) en bestaande uit de rappers Run (Joseph Simmons) en D.M.C. (Darryl McDaniels). Deze drie groeiden gezamenlijk op in de New Yorkse wijk Hollis, Queens.

## Geschiedenis
De single Walk this Way (1986), van hun derde album, werd de doorbraak van Run-D.M.C.. Dit nummer opgebouwd uit rockgitaar-riffs, een bewerkt nummer van Aerosmith waaraan ook de leden Steven Tyler en Joe Perry meewerkten, was een voorloper van hun latere werk, dat vaak elementen van rockmuziek bevatte. In 1986 speelde Run-D.M.C. ook mee in de film Krush Groove, naast de Fat Boys, Kurtis Blow, LL Cool J en de Beastie Boys.
In mei 1986 kwam het derde album Raising Hell uit. Het album, met daarop Walk This Way, was een groot succes. Meerdere rap-groepen volgen hun voorbeeld en combineerden eveneens hiphop met rock.
Hun grootste hit hadden ze in december 1997 met een remix door Jason Nevins van It's Like That, die in veel landen op nummer 1 eindigde. Nevins remixte ook It's Tricky, een hit in april 1998. Nevins heeft slechts 5000 dollar ontvangen voor het mixen van It's Like That.
Op 30 oktober 2002 werd Jam Master Jay vermoord in een opnamestudio in Queens (New York). Op 6 november van dat jaar besloten de overgebleven groepsleden niet meer op te treden. In 2002 werd het nummer Rock Box toegevoegd aan het computerspel Grand Theft Auto: Vice City.
In september 2012 werd door Joseph Simmons en Darryl McDaniels een reünie gehouden op Jay-Z's Made in America festival. In november 2012 trad Run-D.M.C. op tijdens het Fun Fun Fun Fest in Austin en in juni 2013 nog een keer tijdens een zomerconcert in Atlanta.

## Discografie

### Albums
- Run-D.M.C. (1984)
- King of Rock (1985)
- Raising Hell (1986)
- Tougher Than Leather (1988)
- Back from Hell (1990)
- Down With the King (1993)
- Crown Royal (1999)

### Singles
| Single met eventuele hitnotering(en) in de Nederlandse Top 40 | Datum van verschijnen | Datum van binnenkomst | Hoogste positie | Aantal weken | Opmerkingen                              |
| ------------------------------------------------------------- | --------------------- | --------------------- | --------------- | ------------ | ---------------------------------------- |
| Walk this way                                                 | 1986                  | 6-september-1986      | 2               | 10           | #2 in de Single Top 100 ft Aerosmith     |
| Christmas in Hollis                                           | 1987                  | 19-dec-1987           | -               | -            | #75 in de Single Top 100                 |
| It's Like That                                                | 1997                  | 7-dec-1997            | 1               | 16           | #1 in de Single Top 100 ft Jason Nevins  |
| It's Tricky                                                   | 1998                  | 11-apr-1998           | 23              | 4            | #34 in de Single Top 100 ft Jason Nevins |

### NPO Radio 2 Top 2000
| Nummer met noteringen in de NPO Radio 2 Top 2000 | '14  | '15  | '16  | '17  | '18  | '19  | '20  | '21  | '22  | '23  | '24  |
| ------------------------------------------------ | ---- | ---- | ---- | ---- | ---- | ---- | ---- | ---- | ---- | ---- | ---- |
| Walk This Way (met Aerosmith)                    | 1760 | 1805 | 1910 | 1641 | 1281 | 1444 | 1371 | 1524 | 1756 | 1722 | 1879 |

1. ↑  Een vetgedrukt getal geeft de hoogste notering aan.
2. ↑  2014 was het eerste jaar met een notering voor dit nummer.

## Wetenswaardigheden
- Run-D.M.C. was de eerste rapgroep die een Grammy-nominatie kreeg.
- Run-D.M.C. was de enige rapgroep die optrad bij Live Aid in 1985.